# Lucien Leduc
Pour les articles homonymes, voir Leduc.
Lucien Leduc est un footballeur international puis entraîneur français, né le 30 décembre 1918 au Portel et mort le 16 juillet 2004 à Annecy. Il joue au poste de demi-gauche de la fin des années 1930 au milieu des années 1950.
Devenu entraîneur, il est notamment connu pour avoir remporté les cinq premiers trophées professionnels de l'histoire de l'AS Monaco, trois championnats de France et deux coupes. Artisan des deux premiers titres en 1961 et 1963, il revient dans la principauté en 1976 alors que le club vient d'être relégué en deuxième division. Il fait remonter le club dans la foulée et  Il réussit l'exploit d'offrir à l'AS Monaco le titre de champion en 1978, dans la foulée de son retour dans L’élite, un exploit très rare que personne n'a réédité depuis. Seuls Bordeaux en 1950 et Saint-Etienne en 1964 en ont fait autant.
Lucien Leduc est aussi resté célèbre pour avoir été limogé du poste d'entraîneur de l'OM en mars 1972 alors que le club était premier du classement avec sept points d'avance sur le deuxième.
À la demande pressante du président Francis Borelli, Lucien Leduc accepte de mettre sa retraite entre parenthèses pour prendre en main le Paris Saint-Germain en 1983, alors qu'il a 65 ans.

## Palmarès personnel (joueur)
- Champion de France en 1947 avec le CO Roubaix-Tourcoing[2].
- Vainqueur de la Coupe de France en 1949 avec le RC Paris.
- Finaliste de la Coupe de France en 1942 avec le FC Sète.
- Finaliste de la Coupe de France en 1946 avec le Red Star Olympique.
- 4 sélections et 1 but contre l'Autriche (5 mai 1946 à Colombes, victoire 3-1)[3] en équipe de France A en 1946, dont la fameuse victoire 2-1 contre l'Angleterre le 19 mai 1946 à Colombes.

## Palmarès personnel (entraîneur)

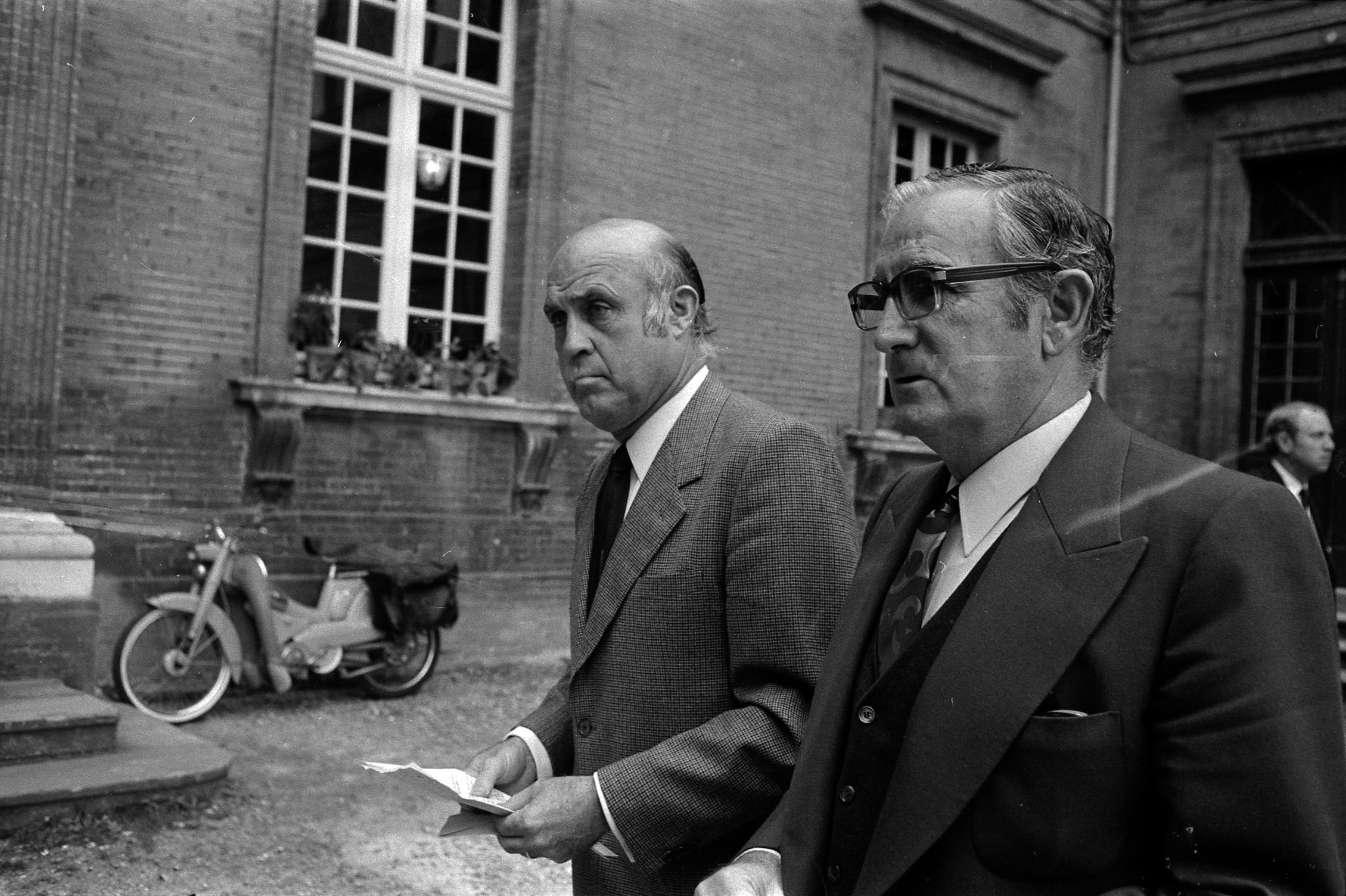
Lucien Leduc aux côtés de Mario Zatelli en 1971

- Champion de France en 1961, 1963 et 1978 avec l'AS Monaco.
- Champion de France en 1971 et 1972 avec l'Olympique de Marseille.
- Vice-champion de France de D2 (vainqueur de groupe) en 1977 avec l'AS Monaco.
- Vainqueur de la Coupe de France en 1960 et 1963 avec Monaco.
- Vice-champion de Suisse en 1966 avec le Servette de Genève.
- Finaliste de la Coupe de Suisse en 1965 et 1966 avec le Servette de Genève.
- Vainqueur de la Coupe Charles Drago en 1961 avec l'AS Monaco.